# Jezioro Ostrowite (Równina Charzykowska)
Ostrowite (kaszb. Jezoro Òstrowité) – przepływowe jezioro rynnowe na Równinie Charzykowskiej w kompleksie leśnym Parku Narodowego „Bory Tucholskie”, w powiecie chojnickim województwa pomorskiego na wysokości 124,2 m n.p.m.
Akwen jeziora jest połączony poprzez "Ostrowicką Strugę" z jeziorem Zielonym. Niska linia brzegowa jest zróżnicowana i całkowicie porośnięta lasem sosnowym. Cechą charakterystyczną jeziora jest rozdzielający od południa półwysep o długości 1,4 kilometra.
Powierzchnia całkowita: 280,7 ha; maksymalna głębokość: 43 m; średnia głębokość: 6,1 m.